# چوهران‌لی
چوهران‌لی (به لاتین: Çöhranlı) یک منطقه مسکونی در جمهوری آذربایجان است که در شهرستان کردامیر واقع شده‌است. چوهران‌لی ۱۲۴۳ نفر جمعیت دارد.